# Euplexia carneola
Euplexia carneola là một loài bướm đêm trong họ Noctuidae.